# می‌خواستم اسب باشم
می‌خواستم اسب باشم اثری نوشته محمد چرمشیر است که شامل دو نمایشنامه است؛ اولین نمایش‌نامه عنوان خود را به جلد کتاب بخشیده، و نام دومین نمایشنامه نجواهای شبانه است. این کتاب برای اولین بار در سال ۱۳۸۴ توسط انتشارات نیلا چاپ شده‌است. این نمایش‌نامه بارها در سالن‌های تئاتر شهرهای مختلف به اجرا رفته‌است.

## داستان
در زمان هولوکاست آن فرانک یهودی که از قربانیان جنگ است بین سال‌های ۱۹۴۲ تا ۱۹۴۴ خاطرات مستند زندگی‌اش را می‌نویسد. نمایشنامه محمد چرمشیر بازخوانی خاطرات آن فرانک است که بعد از مرگش منتشر می‌شود.
آن فرانک و خانواده‌اش در سال ۱۹۳۳ و پس از به قدرت رسیدن حزب نازی در آلمان به آمستردام نقل مکان کردند و با آغاز اشغال هلند در سال ۱۹۴۰ توسط نیروهای نازی در آن کشور گرفتار شدند. در ماه ژوئیه سال ۱۹۴۲، زمانی که آزار و خشونت علیه یهودیان به نهایت میزان خود رسیده بود، خانواده فرانک به همراه چندی دیگر از دوستان یهودیشان، اقدام به پنهان شدن در اتاق‌های مخفی ساختمان اتو فرانک (پدر آن) کردند. پس از ۲۵ ماه زندگی در اتاق‌های مخفی، در چهارم اوت سال ۱۹۴۴ نهانگاهشان در ساختمان ۲۶۳ فاش شد. آن و هفت نفر دیگر بازداشت و به اردوگاه آشویتس منتقل شدند. آن فرانک هفت ماه پس از بازداشت و چندین روز پس از مرگ خواهرش، مارگوت، در سن پانزده سالگی و بر اثر حصبه در اردوگاه مرگ برگن بلزن درگذشت.